# Adria Mobil/2016
Deze pagina geeft een overzicht van de Adria Mobil wielerploeg in 2016.

## Transfers
| Inkomend         | Team 2015                    | Uitgaand        | Team 2016                    |
| ---------------- | ---------------------------- | --------------- | ---------------------------- |
| Jure Golčer      | Team Felbermayr-Simplon Wels | Marko Kump      | Lampre-Merida                |
| Matej Drinovec   | Onbekend                     | Primož Roglič   | Team LottoNL-Jumbo           |
| Gorazd Per       | Onbekend                     | Josip Rumac     | Synergy Baku Cycling Project |
| Gašper Katrašnik | Onbekend                     | Klemen Štimulak | Gestopt                      |
| Matej Mesojedec  | Onbekend                     |                 |                              |

## Renners
| Naam             | Geboortedatum     | Nationaliteit | Ploeg 2015                   |
| ---------------- | ----------------- | ------------- | ---------------------------- |
| Jon Bozic        | 16 november 1996  | Slovenië      |                              |
| Matej Drinovec   | 16 augustus 1991  | Slovenië      | Onbekend                     |
| Kristjan Fajt    | 7 mei 1982        | Slovenië      |                              |
| Jure Golčer      | 16 augustus 1991  | Slovenië      | Team Felbermayr-Simplon Wels |
| Gašper Katrašnik | 20 juni 1995      | Slovenië      | Onbekend                     |
| Matej Mesojedec  | 15 maart 1997     | Slovenië      | Onbekend                     |
| Domen Novak      | 24 augustus 1994  | Slovenië      |                              |
| David Per        | 13 februari 1995  | Slovenië      |                              |
| Gorazd Per       | 13 september 1997 | Slovenië      | Onbekend                     |
| Radoslav Rogina  | 3 maart 1979      | Kroatië       |                              |

## Kalender (profwedstrijden)
| Wedstrijd                 | Datum            | Categorie |
| ------------------------- | ---------------- | --------- |
| Internationale Wielerweek | 24-27 maart 2016 | 2.1       |
| Ronde van Kroatië         | 19-24 april 2016 | 2.1       |
| Ronde van Slovenië        | 16-19 juni 2016  | 2.1       |
| Ronde van Oostenrijk      | 3-10 juli 2016   | 2.1       |

## Overwinningen
GP Izola
Winnaar: Jure Golčer
Ronde van Vlaanderen U23
Winnaar: David Per
Nationale kampioenschappen wielrennen
Kroatië - wegrit: Radoslav Rogina
2005 · 2006 · 2007 · 2008 · 2009 · 2010 · 2011 · 2012 · 2013 · 2014 · 2015 · 2016